# María Antonia Velasco Guerrero
María Antonia Velasco Guerrero (Pasto, Nariño, 8 de febrero de 1952) es una política y exguerrillera colombiana. Actualmente es la embajadora de Colombia en Ecuador.

## Biografía
Fue militante de la guerrilla del Movimiento 19 de abril (M-19). Es profesional en Estudios Políticos y Resolución de conflictos, fue concejal de Pasto y diputada de Nariño. Trabajó con la Alcaldía de Pasto, la Gobernación de Nariño, la Secretaria de Integración Social de Bogotá, la Fundación Manos Amigas. Desde el 10 de mayo de 2023 es embajadora de Colombia en Ecuador nombrada por el gobierno de Gustavo Petro.